# Дальше некуда!
«Дальше некуда!» (фр. On aura tout vu) — французская кинокомедия 1976 года с участием Пьера Ришара. Третий из снятых по сценарию Франсиса Вебера фильмов, в которых присутствует персонаж Франсуа Перрен.

## Сюжет
Рекламный фотограф Франсуа Перрен (Пьер Ришар) мечтает стать режиссёром. Для него это — возможность улучшить своё положение и вырваться из бедности. Его друг, работающий на макаронной фабрике, даёт ему свой сценарий для постановки фильма «Зеркало души». Изначально фильм должен быть о большой, чистой любви, но единственный продюсер, согласившийся работать над ним, настаивает на добавлении откровенных эротических сцен. Франсуа идёт на уступки и в результате фильм изменяет название на «Вагинальную страсть» и получается такая порнография, которую Франсуа уже не может вынести. При этом он не находит в себе сил остановить уже начавшуюся работу над фильмом. Жена Франсуа, Кристин, узнаёт об этом и в их семье наступает разлад. Более того, назло мужу она приходит в студию и участвует в кинопробах на роль в фильме обнажённой. В довершение ко всему начальница друга Франсуа просит пристроить на небольшую роль в фильм свою застенчивую дочь, и тот, ничего не зная о радикальных изменениях в сценарии, соглашается.

## В ролях
- Пьер Ришар — Франсуа Перрен
- Миу-Миу — Кристин
- Анри Гибе — Мерсье
- Жан-Пьер Марьель — Морлок
- Ренэ Сэн-Сир — мадам Феррони
- Жерар Жюньо — Плуменеш
- Жерар Шамбр — Альдо
- Сабин Азема — мадмуазель Клод Феррони
- Мишель Блан — в роли себя
- Мари-Анн Шазель — в роли себя
- Тьерри Лермитт — актёр театрального кафе